# Mkfs
Commande Unix permettant de formater une partition avec un système de fichiers donné.
Exemple d'utilisation:
```
mkfs -t 
type
 
device
```

Où type est le nom du système de fichier dans lequel on veut formater la partition et device le nom du périphérique Unix cible.
Plusieurs types de systèmes de fichiers sont supportés, notamment ext2, ext3, dos, FAT, les types supportés dépendant du système et de la version du programme.